# Miloš Terzić
Miloš Terzić (cyr. Милош Терзић) (ur. 13 czerwca 1987 w Lazarevacu) – serbski siatkarz, reprezentant kraju, grający na pozycji przyjmującego. 

## Sukcesy klubowe
Mistrzostwo Serbii:
- 2008
- 2010
- 2009, 2011

Puchar Serbii:
- 2009, 2011

Mistrzostwo Francji:
- 2012

Puchar Rumunii:
- 2013

Mistrzostwo Rumunii:
- 2013, 2019, 2020

Superpuchar Rumunii:
- 2019

## Sukcesy reprezentacyjne
Liga Światowa:
- 2009
- 2010

Mistrzostwa Świata:
- 2010

Mistrzostwa Europy:
- 2011